# ELA-2
ELA-2 (fr. Ensemble de Lancement Ariane 2; tłum. 2. Strefa startowa rakiet Ariane) – jeden z nieczynnych kompleksów startowych w Gujańskim Centrum Kosmicznym. Był użytkowany przez ESA i Arianespace jako wyrzutnia startowa rakiet Ariane 2, Ariane 3 i Ariane 4. Z kompleksu wystartowało 119 rakiet tego typu. Z powodu wycofania Ariane 4 na rzecz nowej rakiety Ariane 5 wyrzutnię wyłączono z użytkowania. We wrześniu 2011 mobilna wieża serwisowa wyrzutni ELA-2 została zniszczona przy pomocy materiałów wybuchowych.